# Havre-Saint-Pierre
Pour les articles homonymes, voir Havre.
Havre-Saint-Pierre est une municipalité située sur la rive nord du golfe du Saint-Laurent, dans la région de la Côte-Nord, au Québec.
La municipalité comprend une grande partie du territoire de la Réserve de parc national de l'Archipel-de-Mingan,.

## Toponymie

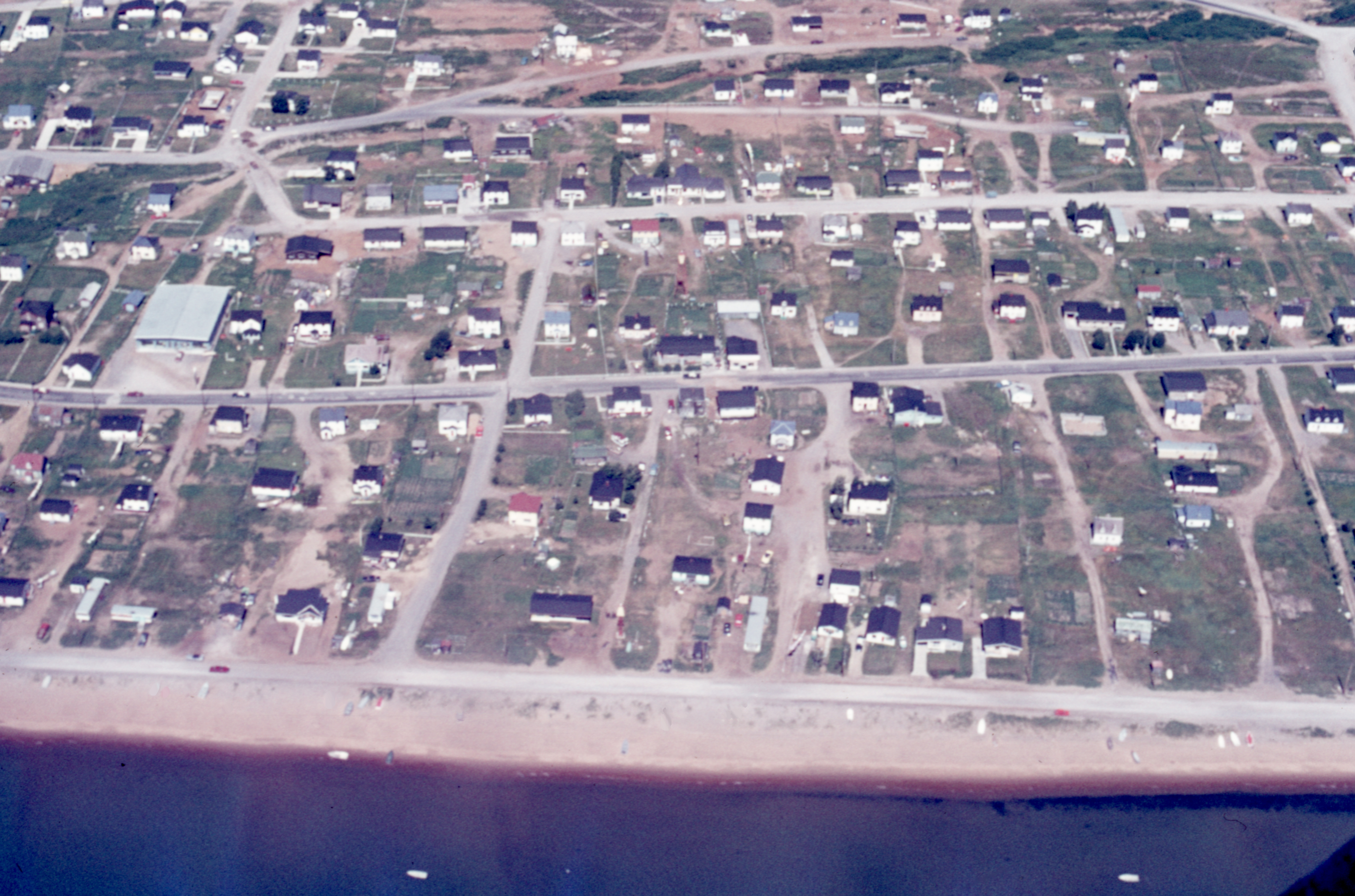
Plage, rues et patrimoine bâti, résidences et dépendances 1976.

La municipalité fut nommée, à l'origine, Pointe-aux-Esquimaux, mais son nom fut modifié pour Havre-Saint-Pierre en 1927, en l'honneur de saint Pierre apôtre, patron des pêcheurs.
Les artères de la municipalité s'appellent : avenues de l'Archipel, de l'Écorce, des Épinettes, des Cayens, des Fondateurs, promenade des Anciens, rues Bâbord, Boréale, de l'Escale, de la Banquise, de la Dulcinée, du Canot, du Duvet ou sentier du Cap Ferré.

## Géographie

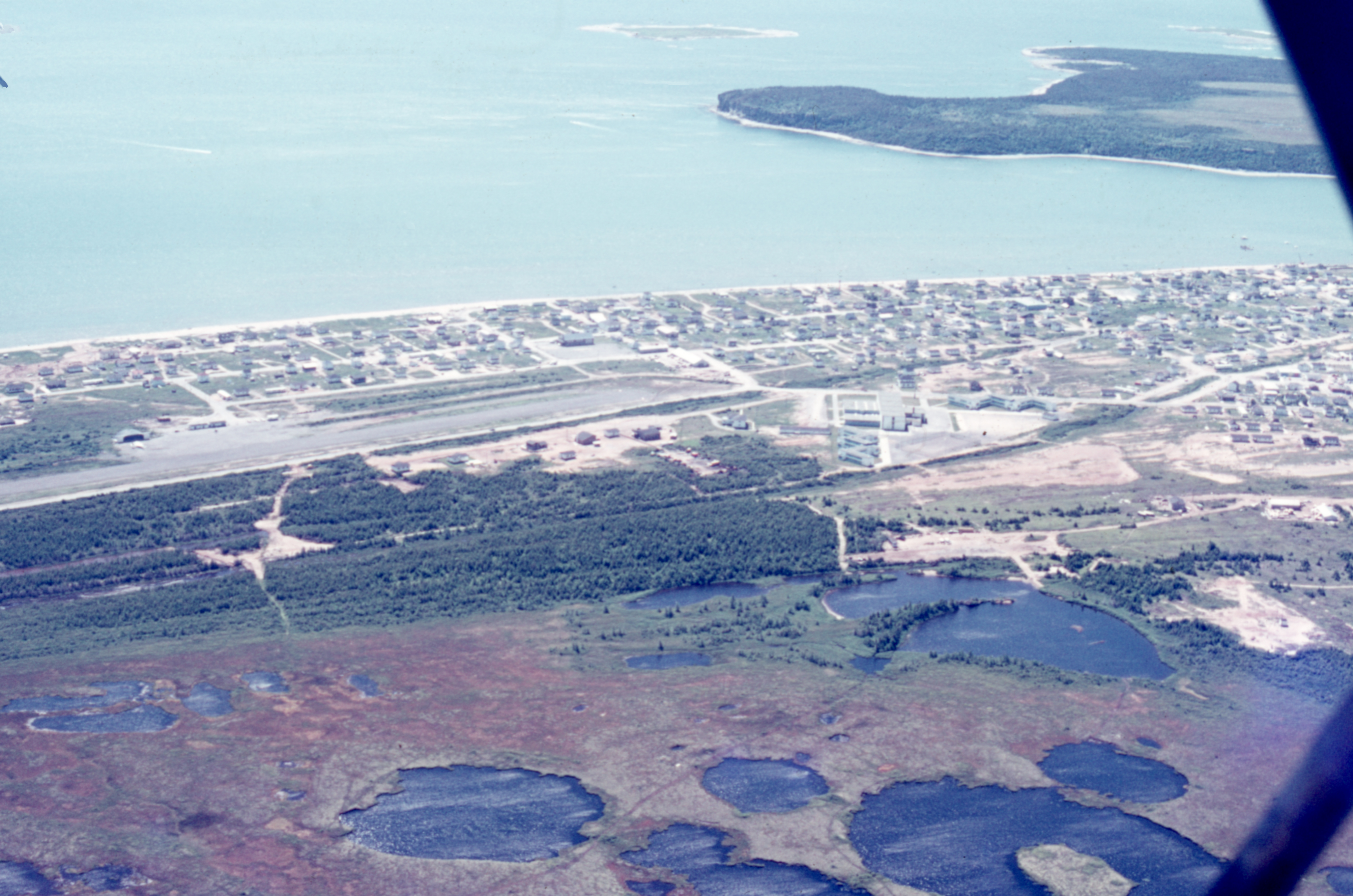
Havre-Saint-Pierre, vue aérienne, zone entourbée à l'arrière du village, golfe du Saint-Laurent, île de l'archipel de Mingan.

Havre-Saint-Pierre se localise dans un lieu dit Rade aux Esquimaux ou Pointe aux Esquimaux, au nord de l'archipel de Mingan et de l'île d'Anticosti, sur le littoral du golfe du Saint-Laurent. La municipalité se trouve à 1000 km à l'est de Montréal, à 870 km au nord-est de la ville Québec et 200 km de Sept-Îles. Voies d'accès,.

### Géologie
La région de Havre Saint-Pierre - Mingan se situe dans la province géologique de Grenville. Elle comprend des roches d'âge Précambrien et Ordovicien.
Le Précambrien est représenté par des roches sédimentaires métamorphisées et intrusives. Les roches de l'Ordovicien, de nature sédimentaire, appartiennent au groupe Mingan Islands qui se divise en deux formations: la formation Romaine et la formation Mingan.
Une étude du Ministère des Transports et de la Mobilité durable du Québec (1986) couvre plusieurs aspects d'un territoire d’une largeur de 5 à 13 km et une longueur de 70 km longeant la côte de Havre-Saint-Pierre à Baie-Johan-Beetz. Au point de vue écologique et au point de vue de la morpho-sédimentologie, cette région et la sous-région, Havre-Saint-Pierre et la Baie Nickerson, s'avère un milieu extrêmement diversifié.
Qu'elles aient été formées par des processus d'érosion ou de sédimentation ou qu'elles aient subi ou résultent des manifestations climatiques extrêmes, ou de l'action de la mer et de son estuaire, les unités morpho-sédimentologiques témoignent d'une extraordinaire organisation structurelle de l'espace naturel.
D’autres caractéristiques géologiques importantes à proximité de Havre-Saint-Pierre comprennent la rivière Romaine au nord et à l’ouest, les Chutes Manitou, sur la rivière Manitou à l’ouest, l’île du Havre, au sud, à moins d’un km de la côte, et au large, l’île d’Anticosti que l’on peut voir par temps clair.

## Flore

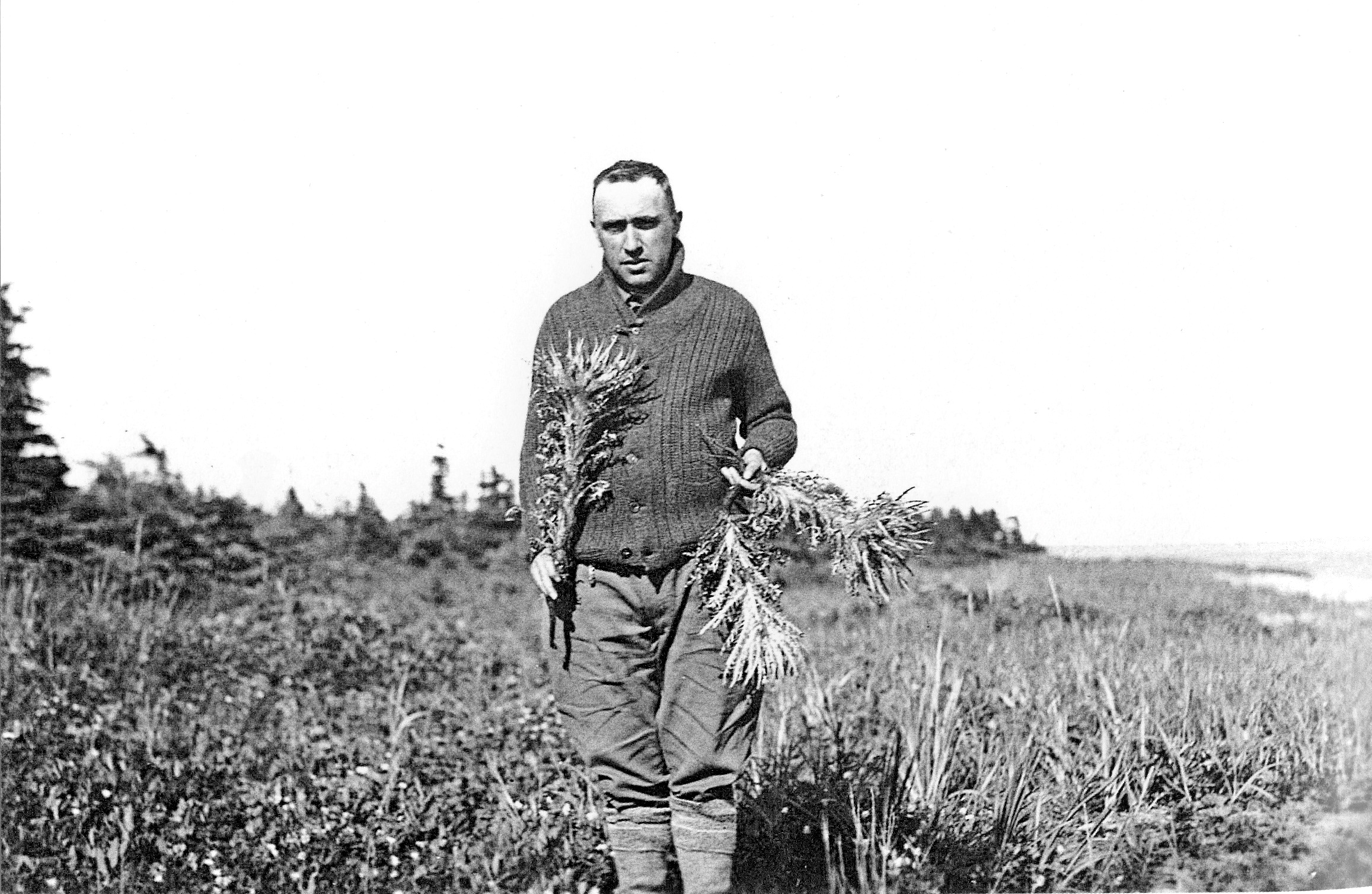
Frère Marie-Victorin (1885-1944), archipel de Mingan 1928, en main, le C. minganense (grande plante pâle, à capitules ramassés en une masse dépassée par les feuilles,.

À l'exception de la zone entourbée située juste à l'arrière du village, la région de Havre Saint-Pierre est surtout couverte par de grandes pessières et par quelques laricinnières. On peut aussi observer de l'épinette blanche, du bouleau nain, du bouleau glanduleux, de l'aulne rugueux et du peuplier faux-tremble.
Les frères Marie-Victorin et Rolland Germain F. E. C. ont exploré la région de 1924 à 1928. Leurs travaux ont sensibilisé la communauté scientifique de l’énorme intérêt de l'archipel Mingan. Depuis, d’autres botanistes enrichissent  les connaissances écologiques et phytogéographiques de ce secteur.
La végétation de Havre-Saint-Pierre et des îles de Mingan appartient à la région forestière boréale de Chibougamau-Natashquan dominée par l'épinette noire. La latitude élevée et la faible altitude jumelées au voisinage des courants froids du Labrador expliquent la végétation subarctique propre à la Minganie.
La nature entièrement calcaire des roches horizontales stratifiées, qui constituent l'Anticosti - Minganie, exerce une influence profonde sur la structure de la flore et sur le choix des espèces.
Remarquable par sa richesse, la flore compte 350 plantes vasculaires dont la présence de deux taxons rares : Cirsium foliosum var. Minganense et Cypripedium passerinum var. Minganense. Soixante espèces sont nouvelles par rapport à la liste des récoltes de la Minganie établie par Marie-Victorin et Rolland-Germain (1969). Ont aussi été dénombrés 150 bryophytes et 152 lichens, parmi lesquels 29 sont des additions au Nouveau Catalogue des lichens, publié par Lepage (1972),.

Végétation des rivages maritimes froids du Québec
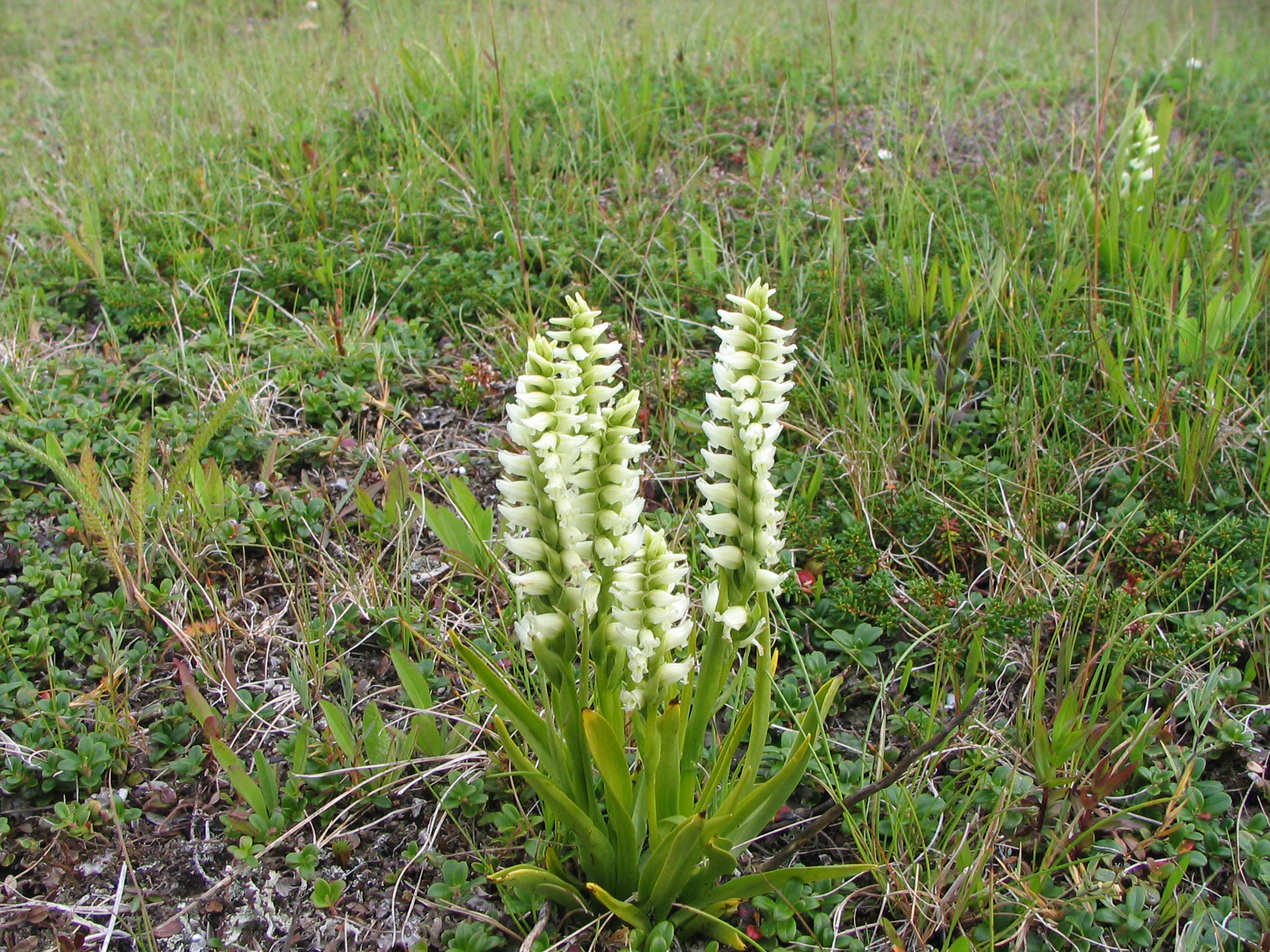
Spiranthes romanzoffiana Chamisso. – Spiranthe de Romanzoff. – (Romanzoff's ladies'-tresses).
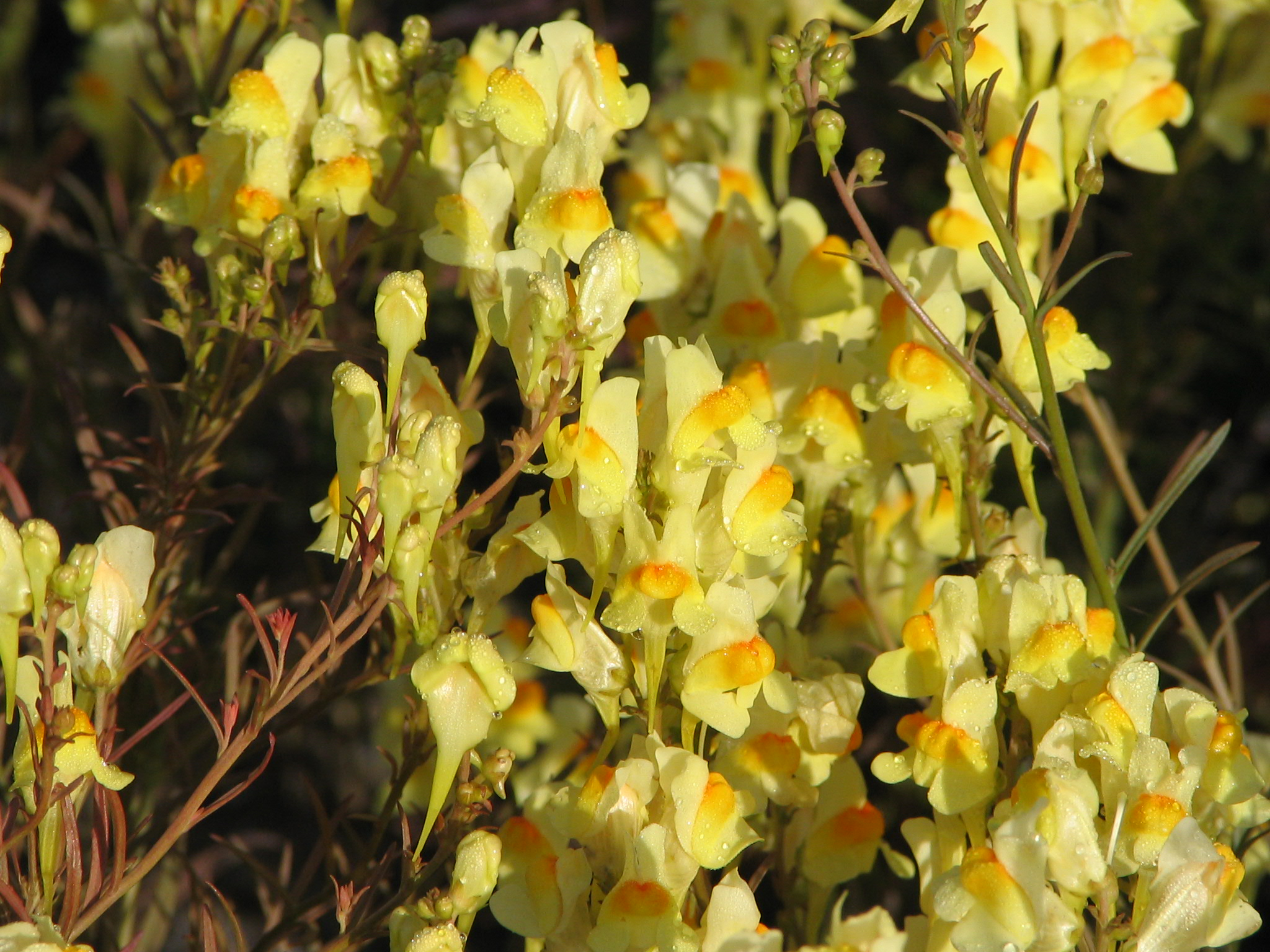
Linaria vulgaris Miller – Linaire vulgaire –(Butter-and-eggs).
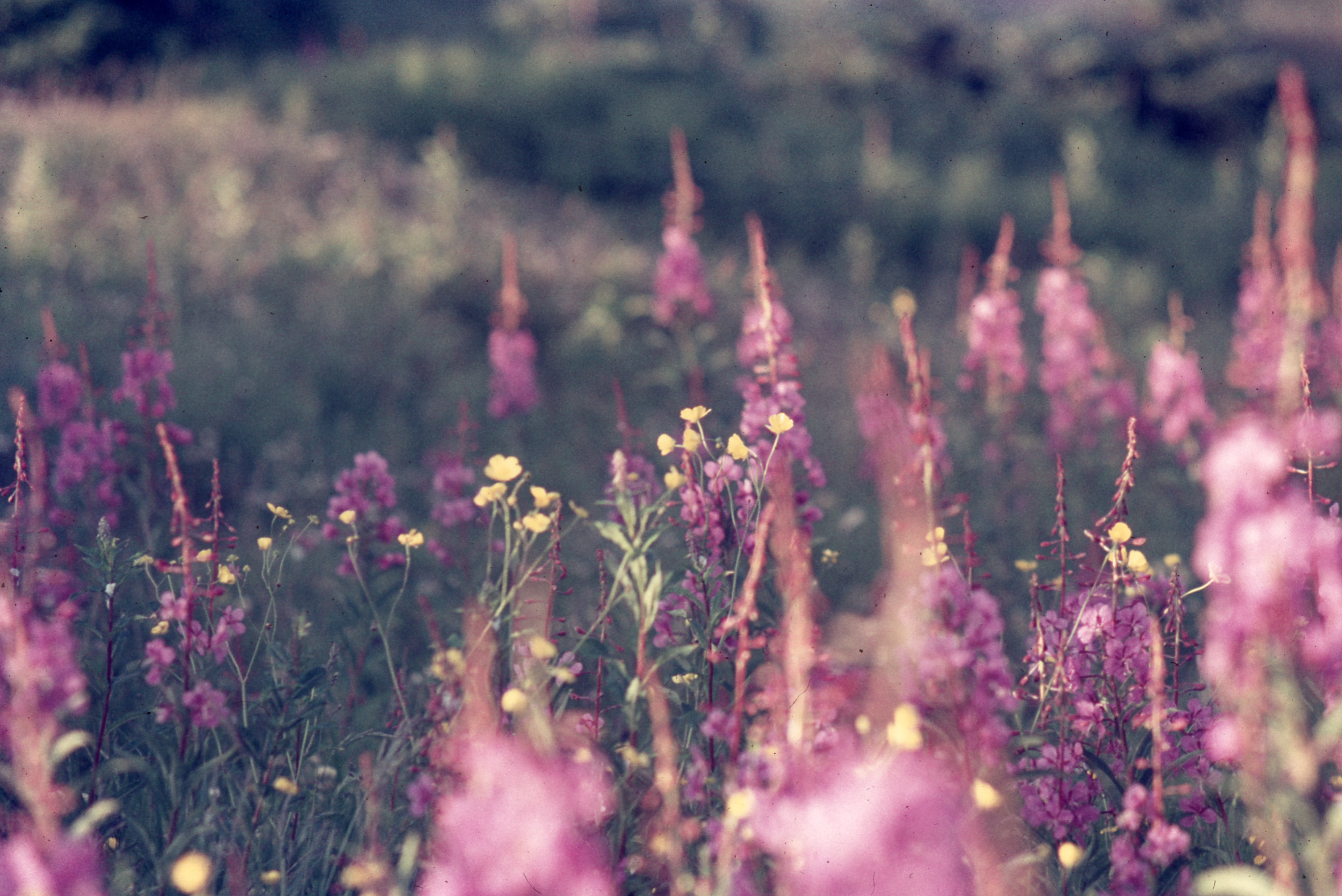
Epilobium angustifolium Linné. — Épilobe à feuilles étroites. — Bouquets rouges. — (Fireweed).
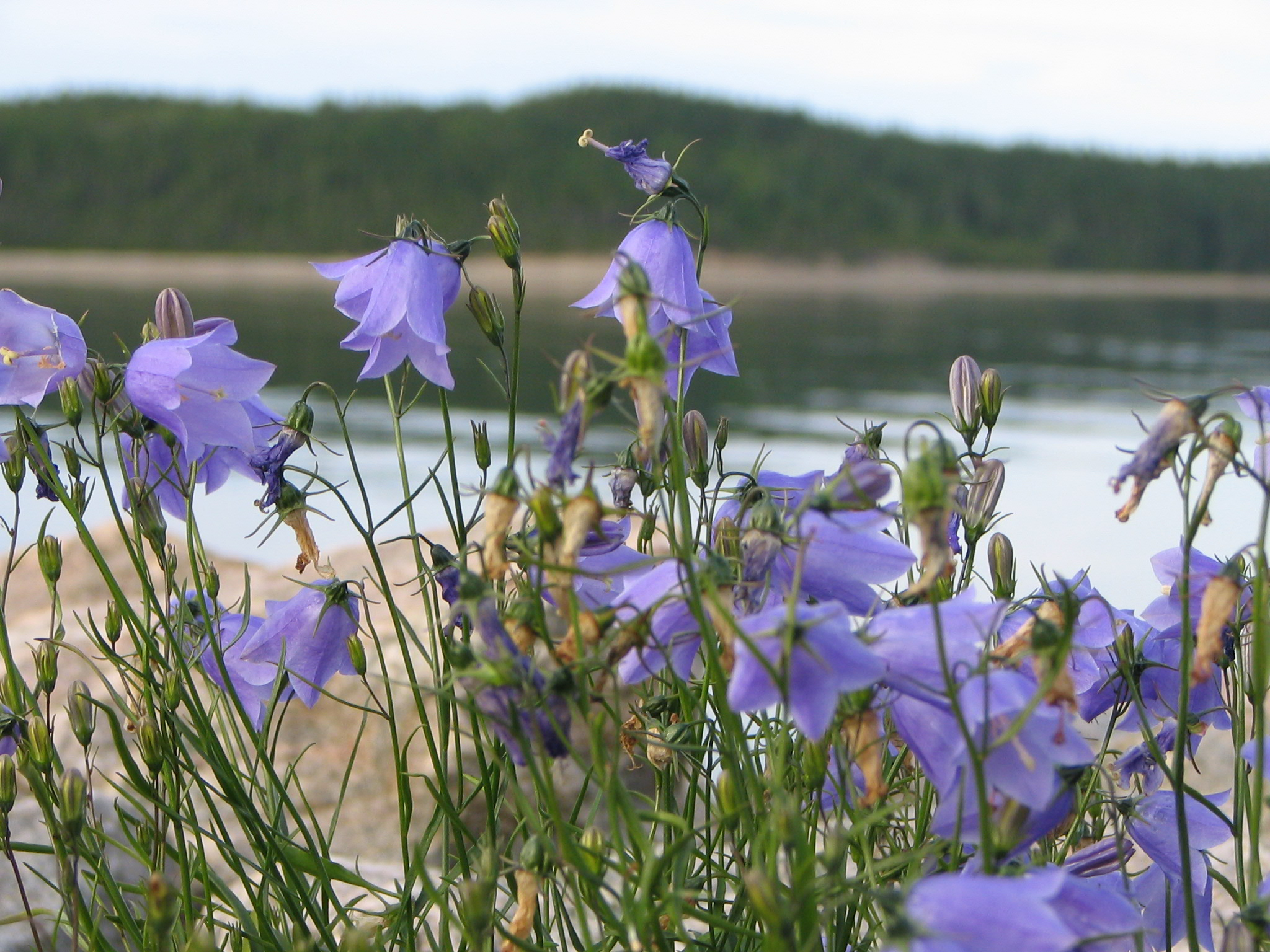
Campanula rotundifolia Linné. – Campanule à feuilles rondes. – (Bluebell).
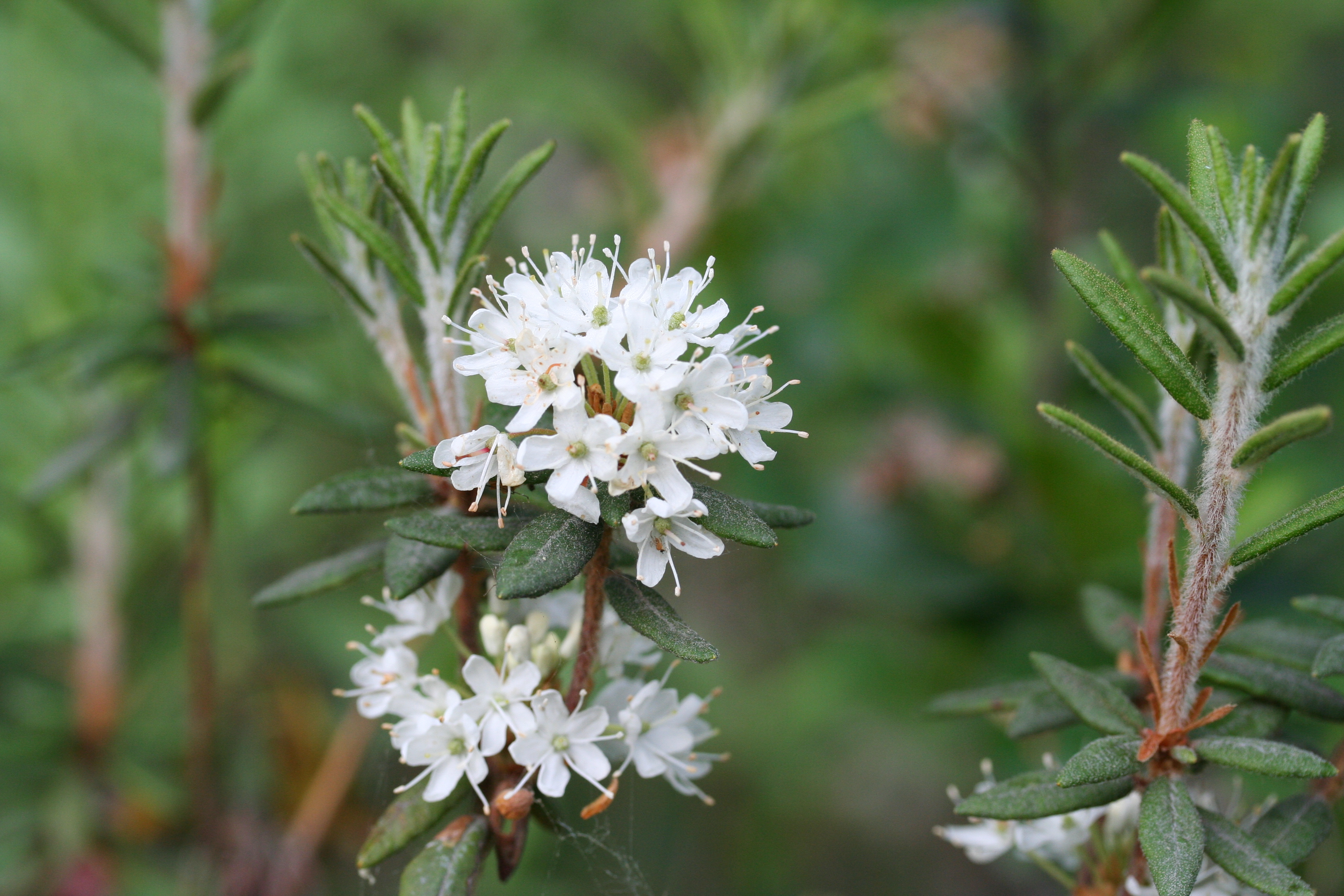
Ledum groenlandicum. — Lédon du Groenland. — Thé du Labrador, Thé velouté. — (Labrador Tea).

## Faune

### Mammifères terrestres

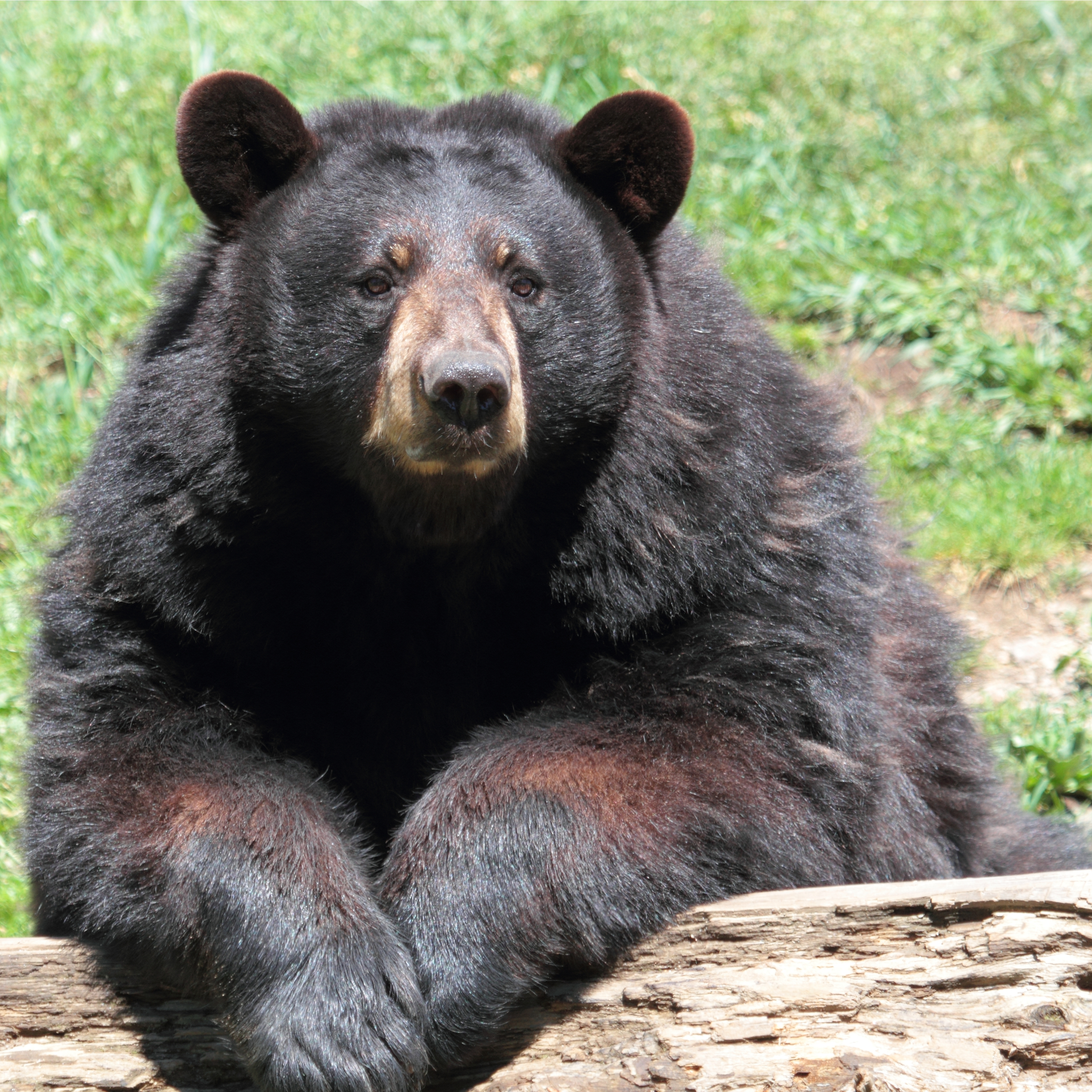
Ursus americanus - Ours noir - (Black Bear).

Au cours des étés de 1964 et 1965, lors  de travaux de recherches en géologie, une équipe composée de géologues et d’étudiants assistés par 3 hommes de canot et bûcherons, plus un cuisinier, explore 440 milles carrés d'un territoire s'étendant de Sept-Îles à Blanc Sablon, dans la région du Lac à l’Ours. Sur le terrain, les scientifiques notent une abondance de castors du Canada, quelques loutres et visons d'Amérique, beaucoup de lièvres, des perdrix et une multitude de canards. Le caribou et l'orignal se font rares alors que les ours noirs et les renards roux pullulent.
- Castor canadensis. - Castor du Canada.
- Lontra canadensis. – Loutre du Canada.
- Ondatra zibethicus L. – Rat musqué.
- Vulpes vulpes L. -Renard roux.
- Tamiasciurus hudsonicus. -Écureuil roux
- Lepus americanus. – Lièvre d’Amérique
- Mustela erminea L. – Hermine
- Alces alces. -Orignal.
- Ursus americanus. - Ours noir[16].
- Certaines espèces de chauves-souris et un certain nombre de petits rongeurs[17]

### Mammifères marins

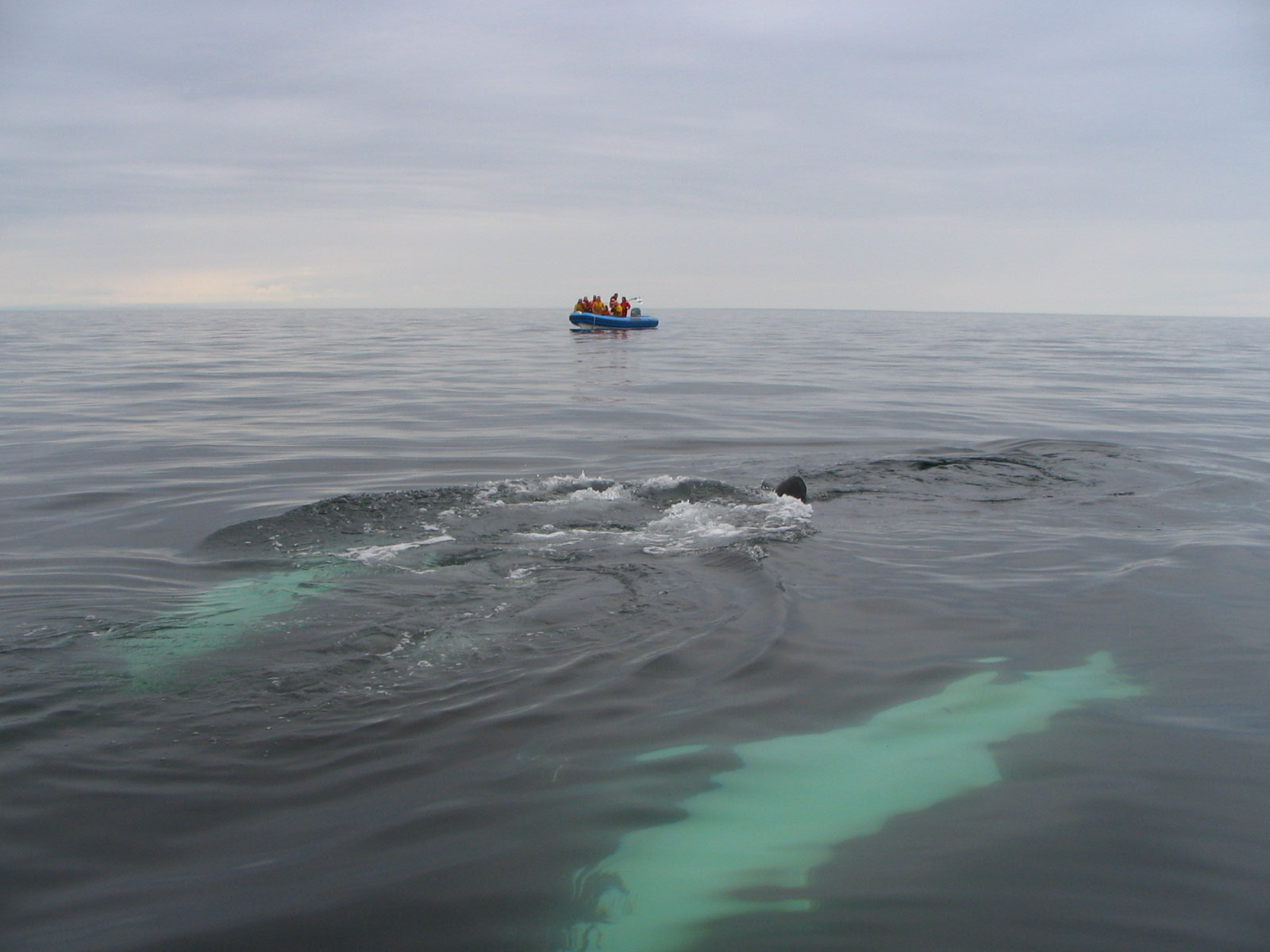
Observation des baleines, en compagnie de membres de l'équipe de la Station de recherche des Îles Mingan (MICS pour Mingan Island Cetacean Study) 2004.

Les eaux de l’estuaire du Saint-Laurent sont reconnues à l’échelle internationale comme une aire d’alimentation vitale pour des espèces rares ou communes de mammifères marins.
Rorqual bleu, Baleine noire, Béluga du Saint-Laurent, Marsouin commun, Rorqual commun, Phoque commun, Rorqual à bosse, Petit rorqual, Cachalot, Phoque gris, Phoque du Groenland

### Faune aviaire
Près de 200 espèces d’oiseaux peuvent être observées sur la côte et sur la Réserve de parc national de l'Archipel-de-Mingan
- Parulines, Balbuzards pêcheurs, Passereaux, de nombreux Échassiers
- Sterna hirundo. - Sterne pierregarin, Istorlet, Hirondelle de mer. - Common tern
- Alca torda. -Petit pingouin. -(Razorbill)
- Haliaeetus leucocephalus. -Pygargue à tête blanche -(Bald Eagle).
- Somateria mollissima. -Eider à duvet. -(Common Eider)
- Fratercula arctica. -Macareux moine. -Atlantic Puffin
- Bucephala islandica. -Garrot d'Islande. -(Barrow's Goldeneye)

Afin d'assurer le succès reproducteur des oiseaux, certaines îles ou secteurs d'îles sont interdits à la circulation pendant la période de nidification,.

### Faune aquatique
Seules quelques-unes des quelque 100 espèces d’algues marines, 1 000 invertébrés et 80 espèces de poissons du golfe sont exploitées par l’homme.

### Eaux salées
Sur toute la côte du golfe du Saint-Laurent entre Pointe-des-Monts et Blanc-Sablon, ainsi que sur les côtes de l’île d’Anticosti, les eaux sont réputées pour la pêche.
- Homarus Americanus. -Homard americain. -(American Lobster)
- Buccinum undatum. - Buccin commun, Bourgot. -(Waved whelk)
- Gadus morhua. -Morue de l'Atlantique, Morue franche. -(Atlantic cod).
- Clupea harengus. -Hareng de l’Atlantique, -(Atlantic herring)
- Reinhardtius hippoglossoides. -Flétan du Groenland. -(Greenland turbot)
- Mallotus villosus. - Capelan. -(Capelin)
- Osmerus mordax. -Éperlan arc-en-ciel. -(American smelt)
- Chionoecetes opilio. -Crabe des neiges.-(Snow crab)

#### Eaux douces
- Salmo salar. -Saumon Atlantique. -(Atlantic salmon)
- Oncorhynchus mykiss -Truite de l’Atlantique. -(Brook trout, speckled trout, brook charr)

## Histoire

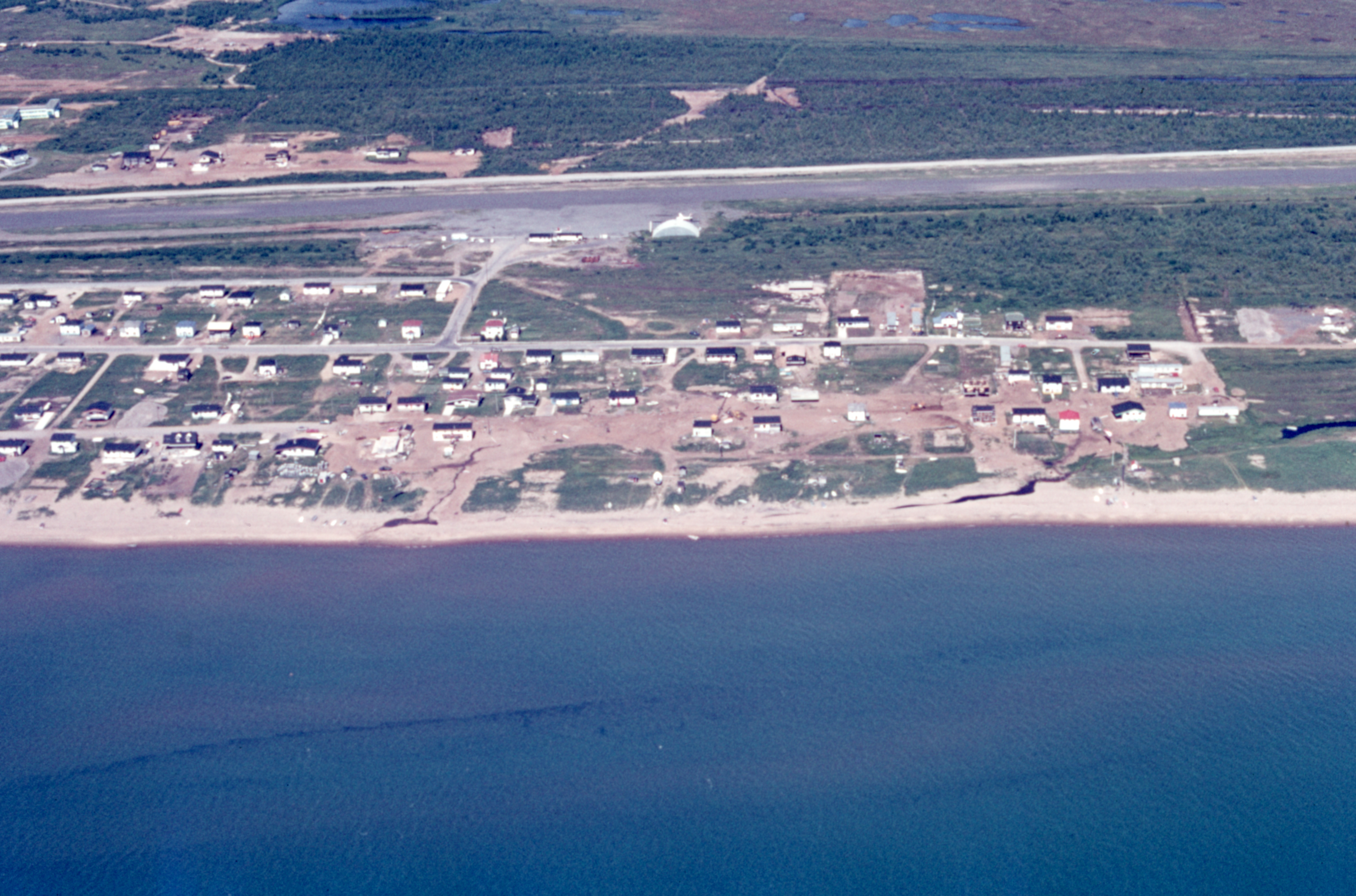
Golfe du Saint-Laurent, plage, rues, patrimoine bâti, résidences et dépendances, route 138, toundra 1976.

La municipalité englobe le territoire de l'ancienne Seigneurie des Îles-et-Îlets-de-Mingan situé dans l'Archipel-de-Mingan concédée à Louis Jolliet et à Jacques de Lalande par l'intendant Duchesneau le 10 mars 1679. Un groupe de familles acadiennes des Îles de la Madeleine, qui avaient été auparavant déportées à Savannah (Géorgie), s'installent, en 1857, à un endroit dit Pointe-aux-Esquimaux, sur la Côte-Nord, à quelque 200 km à l'est de Sept-Îles et à 870 km au nord-est de Québec, par la route. C'est ainsi que naquit Havre-Saint-Pierre.
D'abord érigé canoniquement en 1872 sous l'appellation de la paroisse de Saint-Pierre-de-la-Pointe-aux-Esquimaux, l'endroit était municipalisé dès l'année suivante et, dans l'usage courant, identifié comme Pointe-aux-Esquimaux, car jadis un groupe inuit avait habité cette pointe. En 1927, la dénomination est modifiée en Havre-Saint-Pierre, car on désirait mettre l'accent sur le havre qui caractérise l'endroit, tout en conservant le volet hagionymique du nom originel; d'ailleurs, le nom du bureau de poste local ouvert en 1872 sous le nom d'Esquimaux Point devenait Havre-Saint-Pierre en 1924.
Si Havre-Saint-Pierre fait allusion au petit port formé par plusieurs longues îles face à l'île d'Anticosti et dénommé anciennement Rade des Esquimaux (1735), puis Havre des Esquimaux (1870), l'élément Saint-Pierre rappelle que le père oblat Charles Arnaud y a célébré la première messe le 29 juin 1857, jour de la fête de saint Pierre, patron des pêcheurs.
Considérée comme la plus grande agglomération de la Côte-Nord jusqu'en 1936, date de la fondation de Baie-Comeau, Havre-Saint-Pierre demeure la plus importante municipalité de la Minganie, siège de la MRC de Minganie ainsi que de nombreux services gouvernementaux, municipaux et régionaux.
D'après le Journal de Placide Vigneau, les familles explorent le littoral d'est en ouest afin de trouver un site propice pour refaire leur vie. Ils débarquent d'abord leurs bestiaux à Mingan, mais l'accueil du gérant du poste de la Compagnie de la Baie d'Hudson est hostile. Ils s'établissent finalement à la Pointe-aux-Esquimaux avec l'appui du père oblat Charles Arnaud, missionnaire auprès des Montagnais, où ils construisent des maisons pour l'hivernement,.

## Accès

### Route 138, de la rivière Moisie à Havre-Saint-Pierre

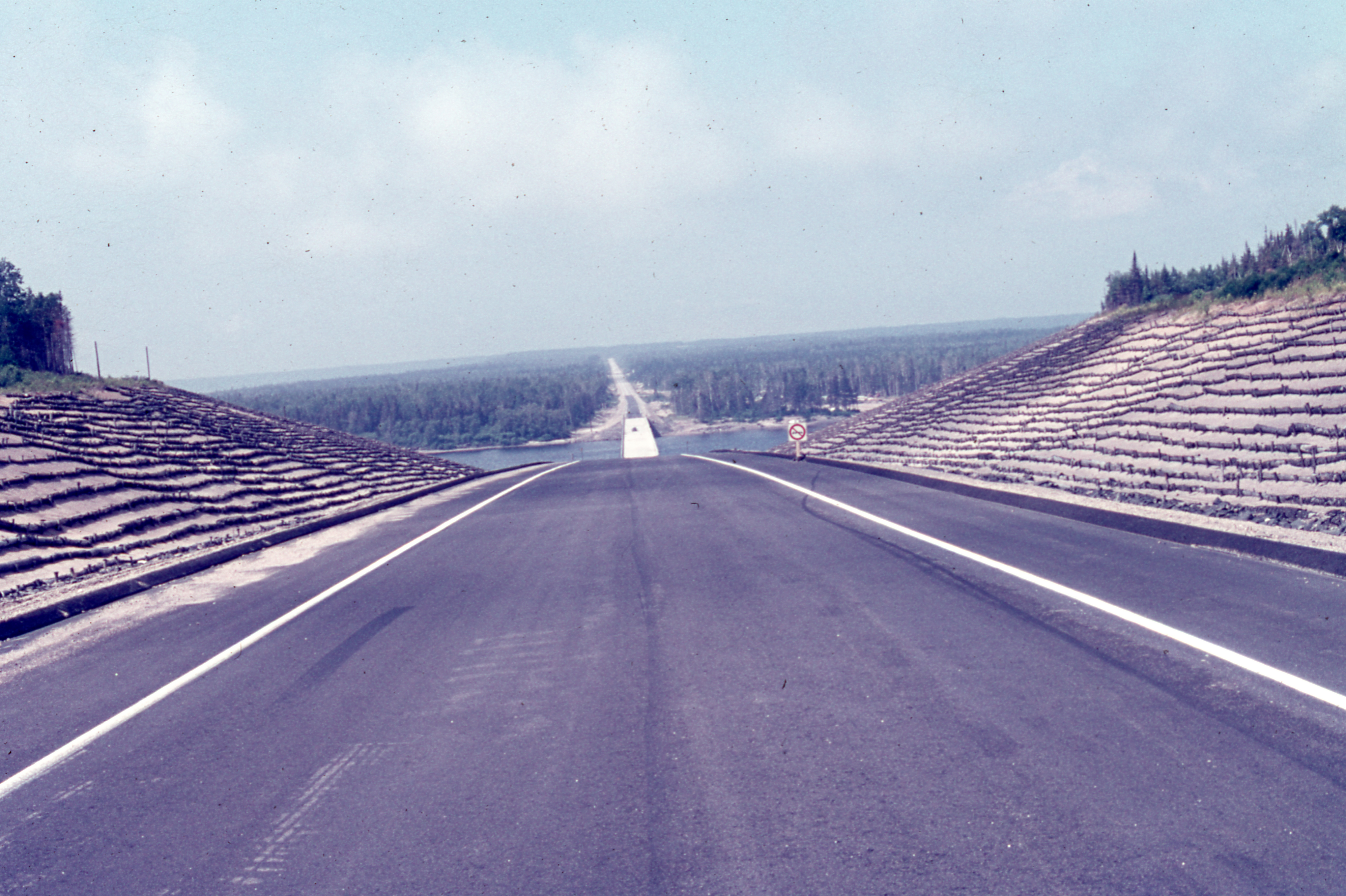
Route nº 138 Est, pont Donald-Gallienne enjambant la rivière Moisie, à partir de Sept-Îles (Ville), hameau Matamec, direction Moisie 1976.

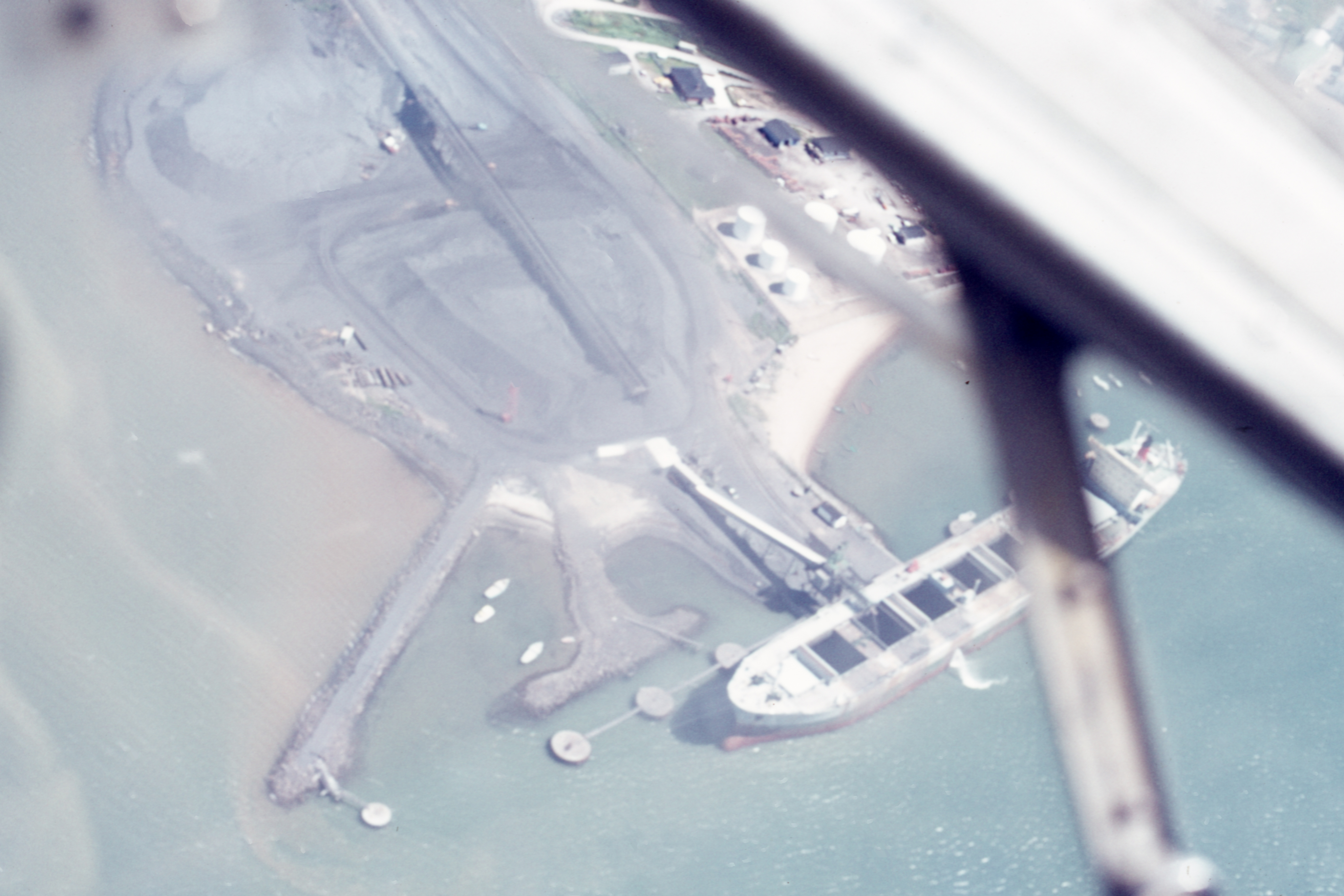
Minéralier au quai de la compagnie Rio Tinto fer et titane 1976.

Au début du 20e siècle, les premiers tracés de ce qui deviendra la route 138 (anciennement 15) naissent aux environs de Sept-Îles. En 1961, s'ajoute un tronçon qui va de la région de Franquelin, à la pointe de la rivière Moisie, quelque 20 kilomètres à l'est de Sept-Îles.
Sur la côte nord du golfe Saint-Laurent, jusqu’en 1976, il n'existe pas de route en continue pour se rendre plus à l'est que la rivière Moisie. Seuls des bouts de chemins relient quelques villages côtiers entre eux, Natashquan se connecte à Aguanish par un chemin de terre (1959).
Le tronçon de la route 138, de la rivière Moisie à Havre-Saint-Pierre, ouvre au printemps 1976, de là on accède aux îles de l'archipel Mingan, par la mer.
En 1984, pour commémorer le 450e anniversaire de la venue de Jacques Cartier en Nouvelle-France, la Commission de toponymie donne le nom de route Jacques-Cartier à la partie de la route 138 située à l'est de la rivière Saguenay, de Tadoussac à Havre-Saint-Pierre,,.

### Terre - Air - Mer
- La compagnie Rio Tinto fer et titane ( RTFF) possède à Havre-Saint-Pierre le plus oriental des ports minéraliers de la Côte- Nord. Son installation, entre 1948 et 1950, comprend un puits minier aux lacs Tio et Allard, la construction d'une voie ferrée de 43 km, entre ce secteur et Havre-Saint-Pierre, et l'installation d'un terminus maritime[28],[29],[30],[31].
- Traverse Île d’Anticosti – Basse-Côte-Nord, le Bella-Desgagnés fait plusieurs escales dont, Havre-Saint-Pierre et Port-Menier[32]
- Air Saguenay, l'hydrobase de Havre-Saint-Pierre met fin à ses activités le 27 novembre 2019.
- Air Tunilik, transport aérien, hydrobase de Havre-Saint-Pierre, fondée en 2002[33]
- Aéroport de Havre-Saint-Pierre relie Gaspé, Montréal, Ivujivik, Îles-de-la-Madeleine, Waskaganish, Schefferville, Salluit, Rouyn Noranda ainsi que des destinations du Labrador (2024).
- Le port de Havre-Saint-Pierre peut accueillir les navires, les barges de grande envergure, les bateaux de croisières nationales et internationales, les bateaux de pêche et de plaisance[34],[35].
- Fédération des clubs de motoneigistes du Québec, 14 clubs, 2 320 km de sentiers tracés dans les forêts de conifères, la taïga et la toundra[36]

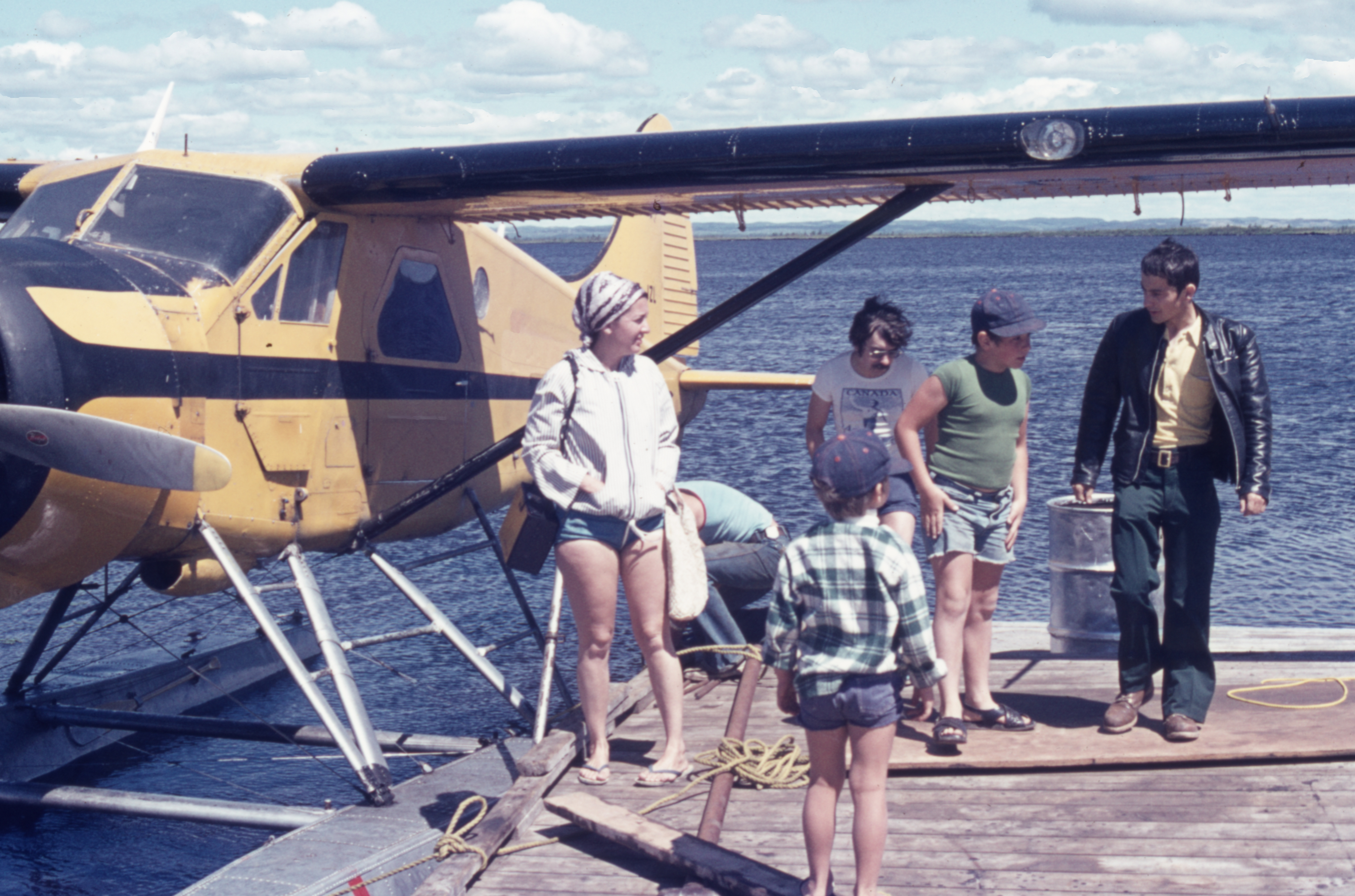
Pilote et passagers, retour d'une excursion, Air Saguenay, hydrobase de Havre-Saint-Pierre, lac des Plaines, dit Lac d'avion 1976.
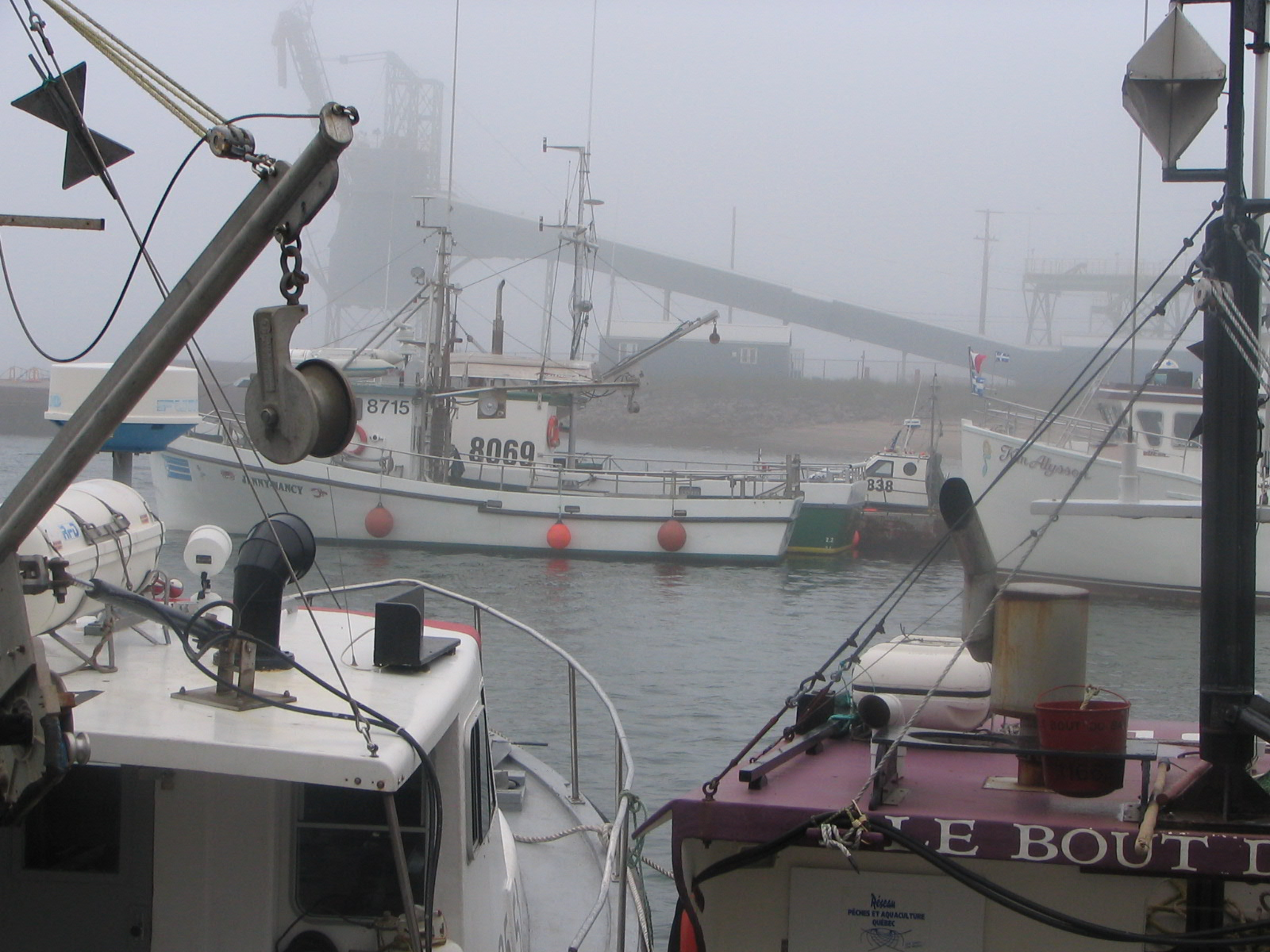
Bateaux de pêche, installations portuaires minéralières, estuaire du fleuve Saint-Laurent 2004.
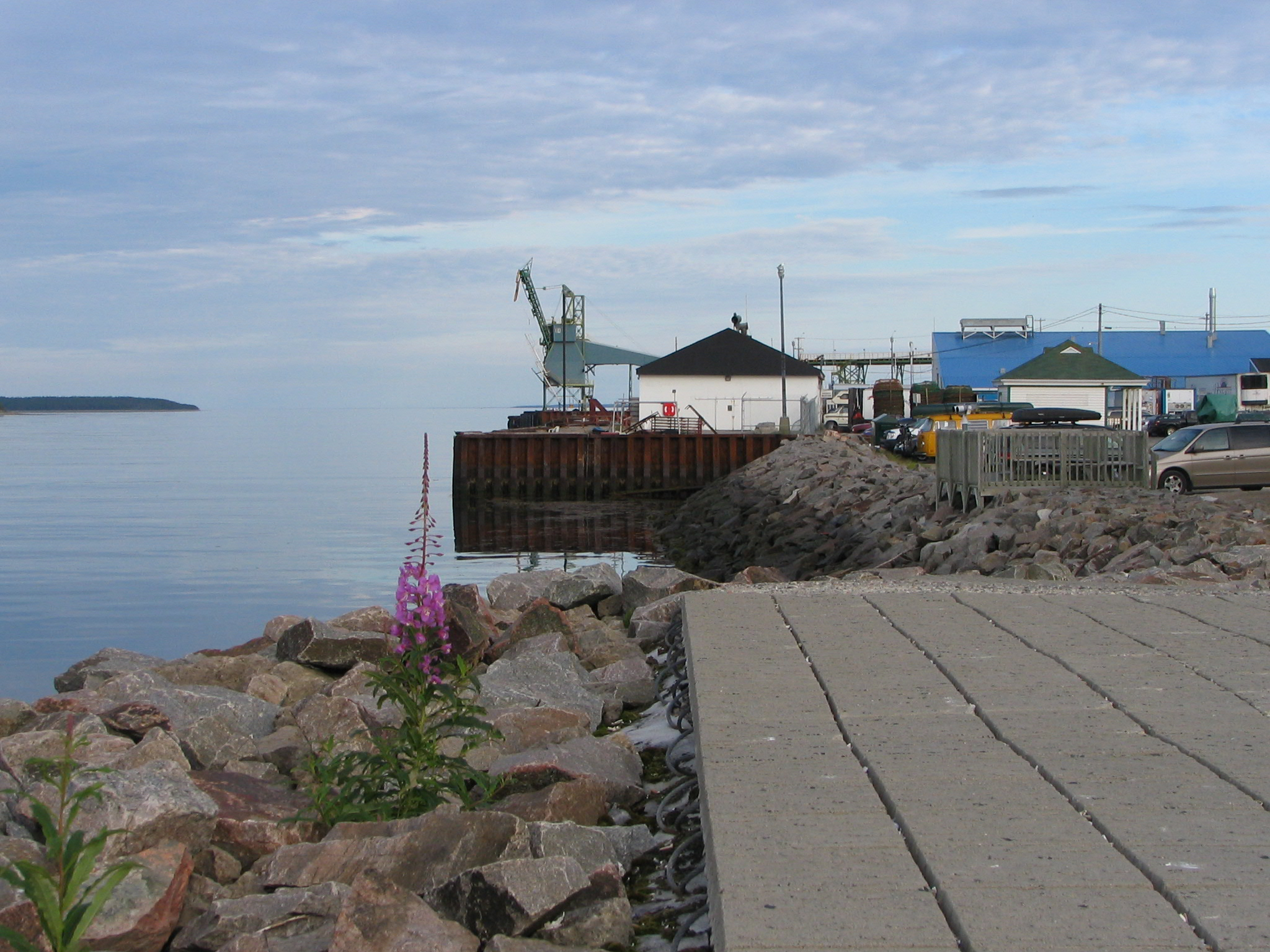
Bord de mer, de la jetée derrière le portail Pélagie-Cormier 2006.
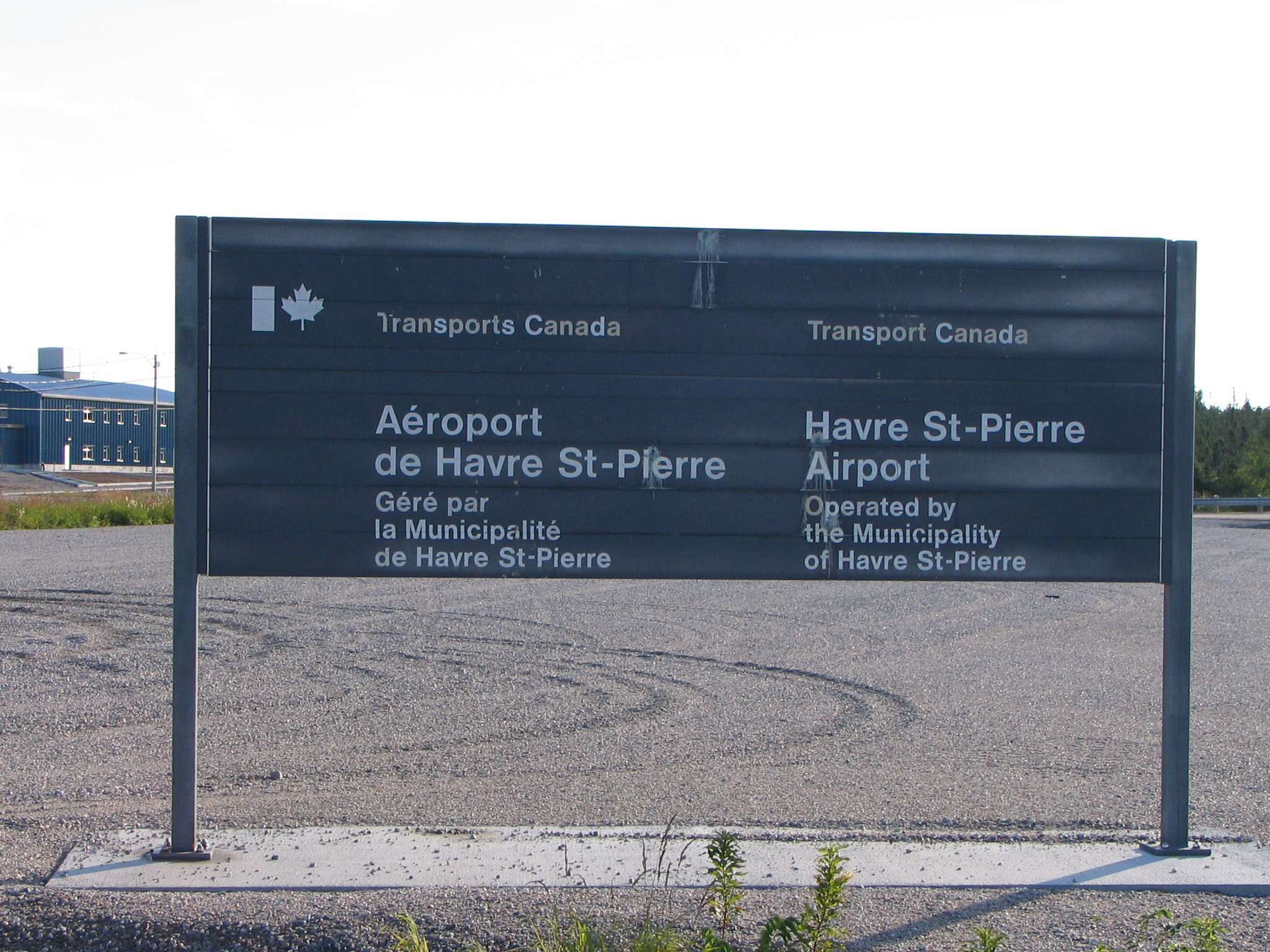
Panneau Aéroport de Havre-Saint-Pierre 2006.
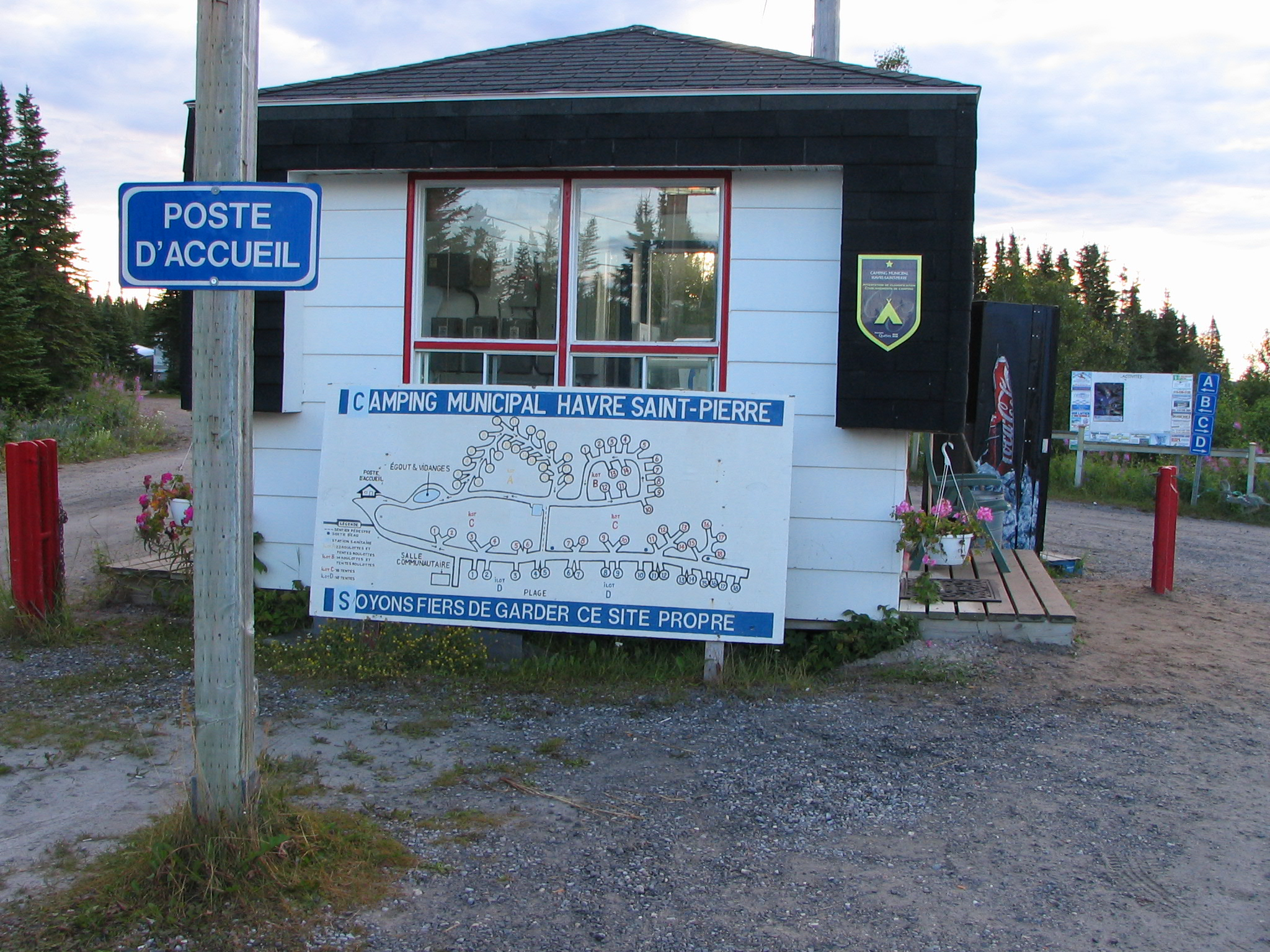
Camping municipal, poste d’accueil 2006.

## Économie

### Industrie
Au milieu du XXe siècle, une nouvelle industrie s'est développée lorsque des gisements de titane ont été découverts à 45 km au nord de la ville. Cette industrie a pris beaucoup d'expansion et l'exploitation du titane est aujourd'hui l'activité économique principale de Havre-Saint-Pierre.
Depuis mai 2009 se développe au Nord-Est de Havre-Saint-Pierre l'un des plus importants chantiers au Canada, soit la construction du complexe hydro-électrique La Romaine, un ensemble de 4 barrages érigé au coût de 6,5 milliards de dollars. En plus des importantes retombées pendant les 10 années que dure le chantier, le complexe est appelé à créer plusieurs dizaines d'emplois directs et indirects.

### Tourisme
Un transport maritime à partir de Havre-Saint-Pierre ou Longue-Pointe-de-Mingan est nécessaire pour visiter les îles de la Réserve de parc national de l'Archipel-de-Mingan. Il est possible d’y passer la nuit. Des compagnies privées offrent des excursions guidées et des forfaits pour des expéditions en kayak de mer, avec transport par bateau au retour si les conditions météorologiques sont défavorables. Des planches à pagaie avec équipements sont disponibles pour location. Parc Canada recommande certains transporteurs maritimes,.
La Côte-Nord est reconnue comme l’un des meilleurs endroits au monde pour observer les mammifères marins.

## Démographie
En 2011, sur une population de 3 460 habitants, Havre-Saint-Pierre comptait 99,2 % de francophones, 0,3 % d'anglophones et 0,5 % d'allophones (innu-aimun) .
| 1991  | 1996  | 2001  | 2006  | 2011  | 2016  | 2021  |
| ----- | ----- | ----- | ----- | ----- | ----- | ----- |
| 3 502 | 3 450 | 3 291 | 3 150 | 3 418 | 3 460 | 3 337 |

## Administration
Les élections municipales se font en bloc pour le maire et les six conseillers.
| Havre-Saint-Pierre Maires depuis 2001                                                                                |                    |                 |          |
| Élection | Maire              | Qualité         | Résultat |
| 2001 | Julien Boudreau    |                 | Voir     |
| 2005 | Pierre Cormier     |                 | Voir     |
| 2009 | Berchmans Boudreau |                 | Voir     |
| 2013 | Berchmans Boudreau | Voir            |          |
| 2017 | Berchmans Boudreau | Voir            |          |
| mars 2018 | Jimmy Flowers      | Maire-suppléant | Voir     |
| avril 2018 | Pierre Cormier (2) |                 | Voir     |
| 2021 | Paul Barriault     |                 | Voir     |
| Élection partielle en italique Depuis 2005, les élections sont simultanées dans toutes les municipalités québécoises |                    |                 |          |

## Culture populaire
Une partie de l'histoire du téléroman Mémoires vives, qui a été diffusée à la télévision de ICI Radio-Canada Télé entre 2013 et 2017, se déroule à Havre-Saint-Pierre. Il s'agit du lieu de résidence de l'un des personnages.
L'histoire du livre Une vraie fille, écrit en 2016 par Tania Boulet, met en scène l'équipe de base-ball de Havre-Saint-Pierre.

## Photographies

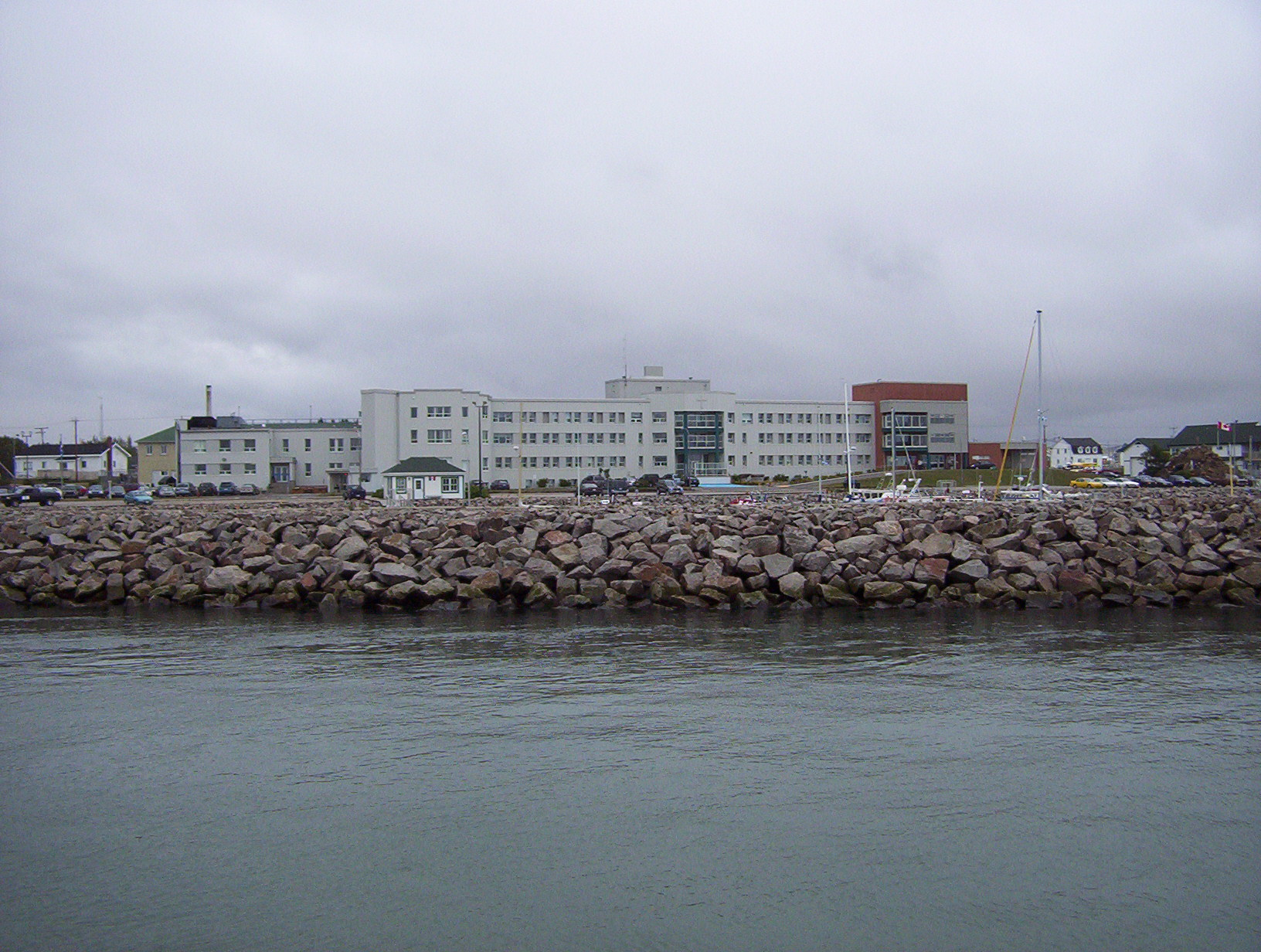
Le centre hospitalier.
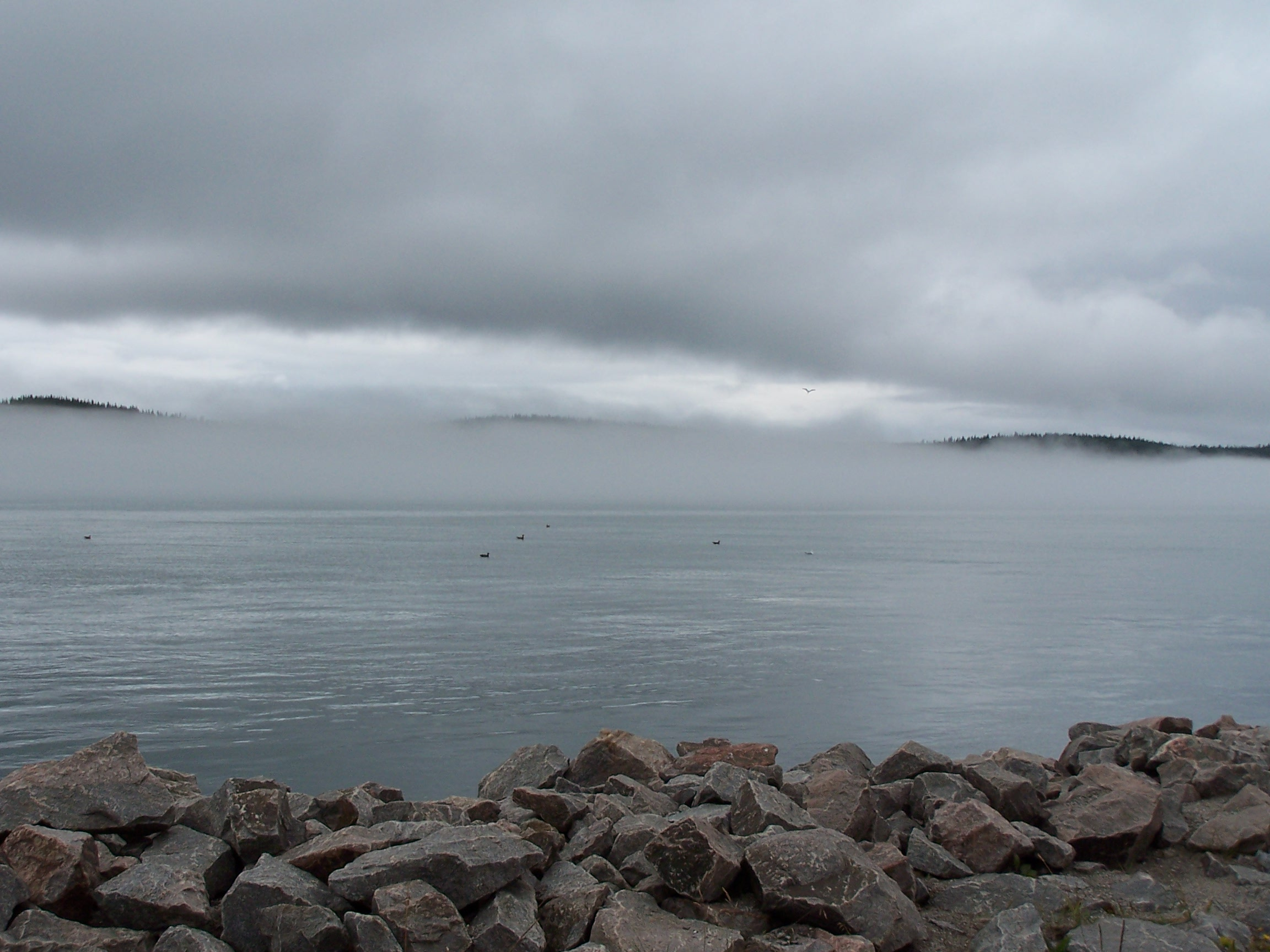
Les îles face à la municipalité.
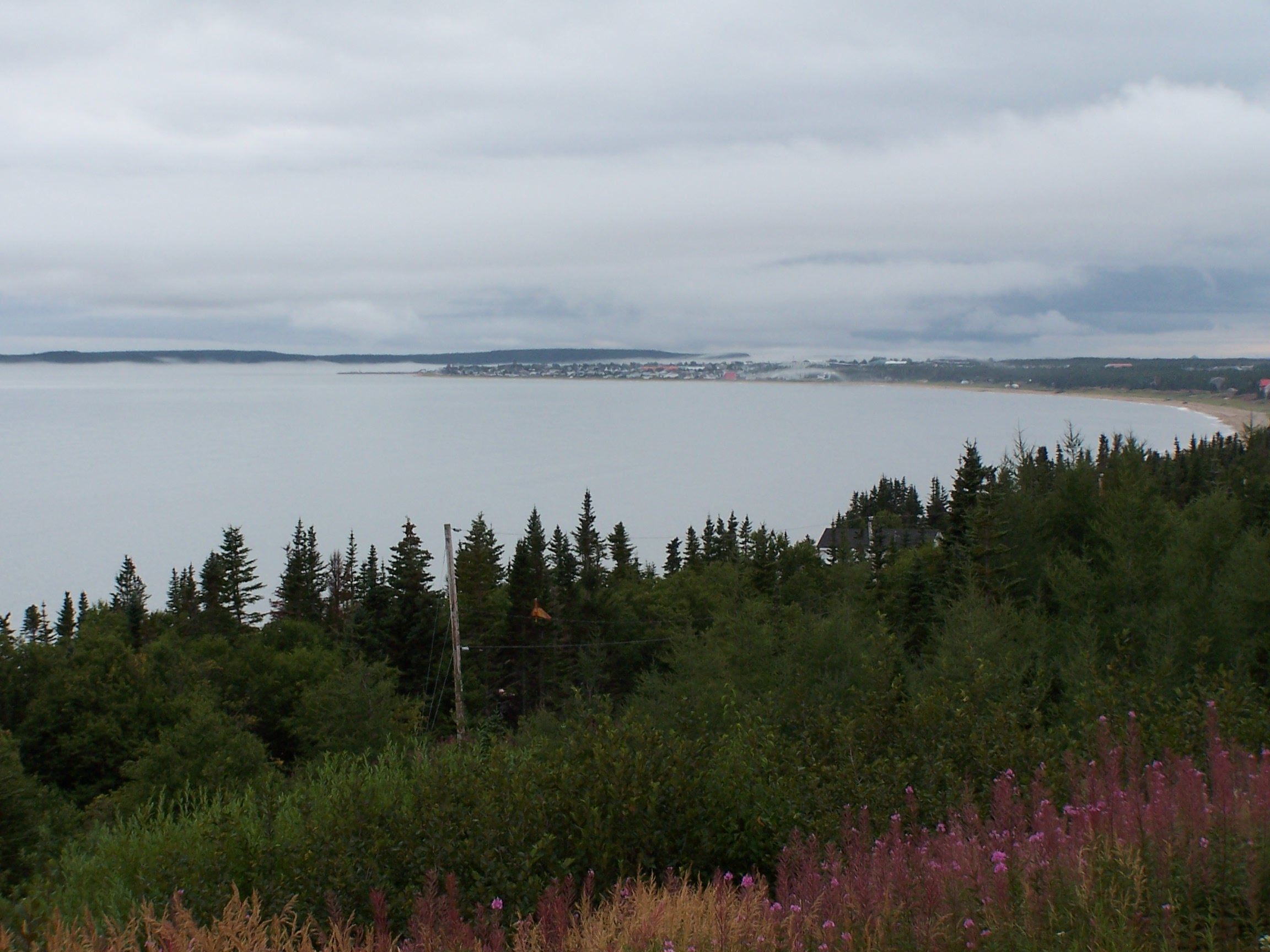
Vue d'ensemble.